# Balázstelke
Balázstelke (románul Blăjel, németül Klein-Blasendorf) falu Romániában, Szeben megyében, az azonos nevű község központja.

## Fekvése
Nagyszebentől 65, Medgyestől 9 kilométer távolságra található a Küküllőközi-dombságon. Nagyszeben irányából a DN14, Medgyes felől a DN14A országúton közelíthető meg.

## Története
Első említése 1339-ből  maradt fenn Balstelke néven. További névváltozatai: Balásthelke (1394), Balástelek (1447), Balas Thelke (1523). Középkori templomát a 19. században omlásveszély miatt lebontották. A jelenlegi neogótikus templom 1901-ben épült a régi helyén. Az erődítés nyomai földhányás formájában láthatók csak.

## Lakossága
1850-ben a község 1637 lakosából 1229 román, 81 magyar, 224 német, 4 zsidó és 93 roma volt. 1992-re a 2496 lakos nemzetiségi összetétele a következőképpen alakult: 1854 román, 417 magyar, 86 német és 139 roma.